# Жуниор (футболист)
Вижте пояснителната страница за други личности с името Жуниор.
Женилсон Ангело де Соуза, по-известен като Жуниор е бразилски футболист, който играе като ляв защитник или ляв халф. Той е световен шампион от 2002 година.  

## Кариера
Жуниор започва кариерата си във ФК Витория Баия. Там изиграва 17 срещи. После преминава в Палмейраш за 4 години. През 2000 г. Жуниор отива в Италия и играе за Парма, където се налага и играе също 4 сезона. През 2002 печели купата на Италия. През 2003 е преотстъпен на Сиена за 1 сезон. В средата на 2004 се завръща в Кампеонато Бразиелйро в отбора на Сао Пауло. С екипа на Сао Пауло печели Копа Либертадорес, Световната клубна купа и 3 пъти титлата на Бразилия. В началото на 2009 година е закупен от Атлетико Минейро, където играе Известно време Жуниор е и капитан на отбора. ,